# The Sand Pebbles
The Sand Pebbles is een Amerikaanse avonturenfilm uit 1966 onder regie van Robert Wise.

## Verhaal
Na de woelige tijd van de krijgsheren tracht China er in 1926 weer bovenop te komen. Een machinist op een Amerikaanse kanonneerboot wordt verliefd op een missielerares. Zo krijgt hij een andere blik op de rol van de Verenigde Staten in China. 

## Rolverdeling
| Acteur               | Personage           |
| -------------------- | ------------------- |
| Steve McQueen        | Jake Holman         |
| Candice Bergen       | Shirley Eckert      |
| Richard Attenborough | Frenchy Burgoyne    |
| Richard Crenna       | Kapitein Collins    |
| Emmanuelle Arsan     | Maily               |
| Mako                 | Po-han              |
| Larry Gates          | Jameson             |
| Charles Robinson     | Luitenant Bordelles |
| Simon Oakland        | Stawski             |
| Ford Rainey          | Harris              |
| Joe Turkel           | Bronson             |
| Gavin MacLeod        | Crosley             |
| Joe Di Reda          | Shanahan            |
| Richard Loo          | Majoor Chin         |
| Barney Phillips      | Franks              |